# قمه‌ماهی
قَمه‌ماهی (نام علمی: Elops affinis) نام یک گونه از سرده بانوماهیان است.